# Zdzisław Celarski
Zdzisław Szczęsny Celarski (ur. 1 czerwca 1899 w Warszawie, zm. 6 sierpnia 1957 tamże) – polski inżynier architekt, porucznik Wojska Polskiego.

## Życiorys
W 1909 rozpoczął naukę w 8 klasowym męskim Gimnazjum Filologicznym Wojciecha Górskiego w Warszawie, które ukończył maturą w czerwcu 1917.
W latach 1914–1918 był kolejno harcerzem i instruktorem 25 Drużyny im. hetmana Stanisława Żółkiewskiego w Warszawie.
Na jesieni 1917 rozpoczął studia na Wydziale Architektury Politechniki Warszawskiej, które przerwał w listopadzie 1918, wstępując ochotniczo do szeregów Wojska Polskiego. Służył w 3 szwadronie 1 pułku szwoleżerów, z którym przeszedł szlak bojowy. Po wygranej wojnie polsko-sowieckiej, dostał przydział do 10 pułku piechoty. W kwietniu 1921, w stopniu podporucznika, został zdemobilizowany. 29 stycznia 1932 został mianowany porucznikiem ze starszeństwem z 2 stycznia 1932 i 53. lokatą w korpusie oficerów rezerwowych piechoty. Nadal posiadał przydział w rezerwie do 10 pp.
Po zwolnieniu z wojska podjął przerwane studia politechniczne, które zakończył uzyskaniem dyplomu inżyniera architekta w 1925. Uzyskał prawo projektowania, prowadzenia robót i sprawowania nadzoru technicznego wydane przez Departament Budowlany Ministerstwa Robót Publicznych.
W czasie studiów pracował naukowo oraz odbywał praktyki pod kierownictwem znanych architektów. W 1921 i 1922 był asystentem w powstających Muzeum Narodowym i Muzeum Wojska Polskiego przy osobie pierwszego dyrektora płk. Bronisława Gembarzewskiego.
Od 1922 pracował w Zakładzie Architektury Polskiej pod kierownictwem prof. Oskara Sosnowskiego.
W latach 1923–1925 był asystentem Katedry Konserwacji Zabytków prof. Jarosława Wojciechowskiego, prowadząc roboty konserwatorskie przy odbudowie pałacu w Wilanowie, Nieborowie oraz przy odbudowie Zamku Królewskiego w Warszawie pod kierownictwem prof. Kazimierza Skórewicza.
Odbywał także praktykę budowlaną przy budowie pierwszej osady spółdzielczej „Społem” na Czerniakowie w Warszawie, prowadzoną przez inż. arch. Juliusza Żakowskiego.
W listopadzie 1925 podjął na 6 semestrów studia Historii Sztuki na Wydziale Filozoficzno-Humanistycznym Uniwersytetu Warszawskiego. Pogłębiał studia architektoniczne za granicą we Włoszech, Francji, Holandii i Niemczech.
Po ukończeniu studiów architektonicznych, pracował jako architekt – zastępca prof. Kazimierza Skórewicza w Komitecie Rozbudowy Gmachu Sejmowego do 1927.
W tym samym roku przeniósł się z rodziną na Wołyń, gdzie otrzymał stanowisko Architekta Miejskiego w Krzemieńcu, a następnie Architekta Rejonowego na powiaty Krzemieniecki i Dubieński. Pełnił także funkcję kontraktowego radcy budowlanego, projektodawcy i kierownika robót na terenach podległych Liceum Krzemienieckiemu.
W 1930 ukończył kurs dokształcenia sanitarnego dla inżynierów w Państwowej Szkole Higieny w Warszawie.
Pracował w Liceum Krzemienieckim jako nauczyciel budownictwa i rysunku technicznego, ciesiółki, kalkulacji i rysunku zawodowego w szkole budowlanej w Białokrynicy oraz jako nauczyciel rysunków w ogólnokształcącym seminarium nauczycielskim Liceum Krzemienieckiego.
Wobec panującego na Wołyniu kryzysu budowlanego i ustania robót budowlanych, w 1933 przeniósł się do Kutna, gdzie objął stanowisko Architekta Miejskiego oraz wykładowcy na zawodowych kursach dokształcających dla rzemieślników przemysłu budowlanego, prowadzonych przez Magistrat miasta Kutna. Obowiązki swoje pełnił do 1935, kiedy został powołany przez Juliusza Poniatowskiego Ministra Rolnictwa i Reform Rolnych na stanowisko Inspektora ds. budownictwa, w związku z prowadzoną akcją zabudowy osad z parcelacji rządowej oraz opieki nad obiektami budowlanymi, będącymi pod zarządem Ministerstwa RiRR.  

## II wojna światowa
W sierpniu 1939, będąc przy osobie Ministra Rolnictwa Reform Rolnych, został zwolniony z powszechnej mobilizacji i 4 września ewakuował się na wschód. 14 września, będąc już w Równem, został zwolniony z obowiązków ministerialnych. Wobec czego, jako oficer rezerwy, zgłosił się do dyspozycji Dowództwa Saperów Ministerstwa Spraw Wojskowych i uzyskawszy przydział służbowy, 19 września wraz z wojskiem przekroczył granicę Rumunii.
Zbiegł z internowania w obozie wojskowym i przez Jugosławię, Włochy udał się do Francji, gdzie 2 listopada 1939 zameldował się w polskich koszarach wojskowych w Bessier w Paryżu. Został zweryfikowany w stopniu porucznika i przydzielony do I Batalionu Saperów w Coetquidan. Ukończył trzymiesięczny saperski kurs dla oficerów przy Wyższej Szkole w Wersalu i został przydzielony do Centrum Wyszkolenia Saperów w Les Ponts-de-Cé koło Angers. Następnie dostał się do Saint Jean de Luz skąd opuścił Francję i udał się do Anglii do obozu przejściowego w Crawford. Otrzymał przydział do Centrum Wyszkolenia Saperów w Dundee, gdzie jako wykładowca w Szkole Podchorążych Saperów i oficer Biura Technicznego Saperów, pozostawał do października 1942.
Następnie został odwołany do Londynu i tam powierzono mu stanowisko referenta ds. budownictwa wiejskiego w Ministerstwie Przemysłu, Handlu i Żeglugi w Wydziale Budowy Osiedli kierowanym przez inż. arch. Juliusza Żakowskiego. Od 1943 był Kierownikiem Biura Technicznego ds. Rejestracji Zniszczeń i Odbudowy Warszawy. W 1942 wraz z inż. Juliuszem Żakowskim, inż. Bolesławem Szmidtem roku zorganizował Polską Szkołę Architektury przy Uniwersytecie w Liverpoolu. Wykłady prowadził do kwietnia 1947 – chwili powrotu do kraju.

## Powrót do kraju
Powrócił do Warszawy 29 kwietnia 1947, gdzie został zaangażowany do pracy w Ministerstwie Odbudowy – Naczelny Komisariat Odbudowy Wsi – jako inspektor ds. budownictwa. W 1948 został przeniesiony do Kancelarii Sejmu Ustawodawczego, w którym zajmował stanowiska Naczelnika Wydziału Techniczno-Budowlanego oraz Sekretarza Komitetu Rozbudowy Gmachów Sejmowych. W styczniu 1950 zatrudnił się w Centralnym Biurze Projektów Budownictwa Wiejskiego w charakterze Kierownika Pracowni i Głównego Projektanta.

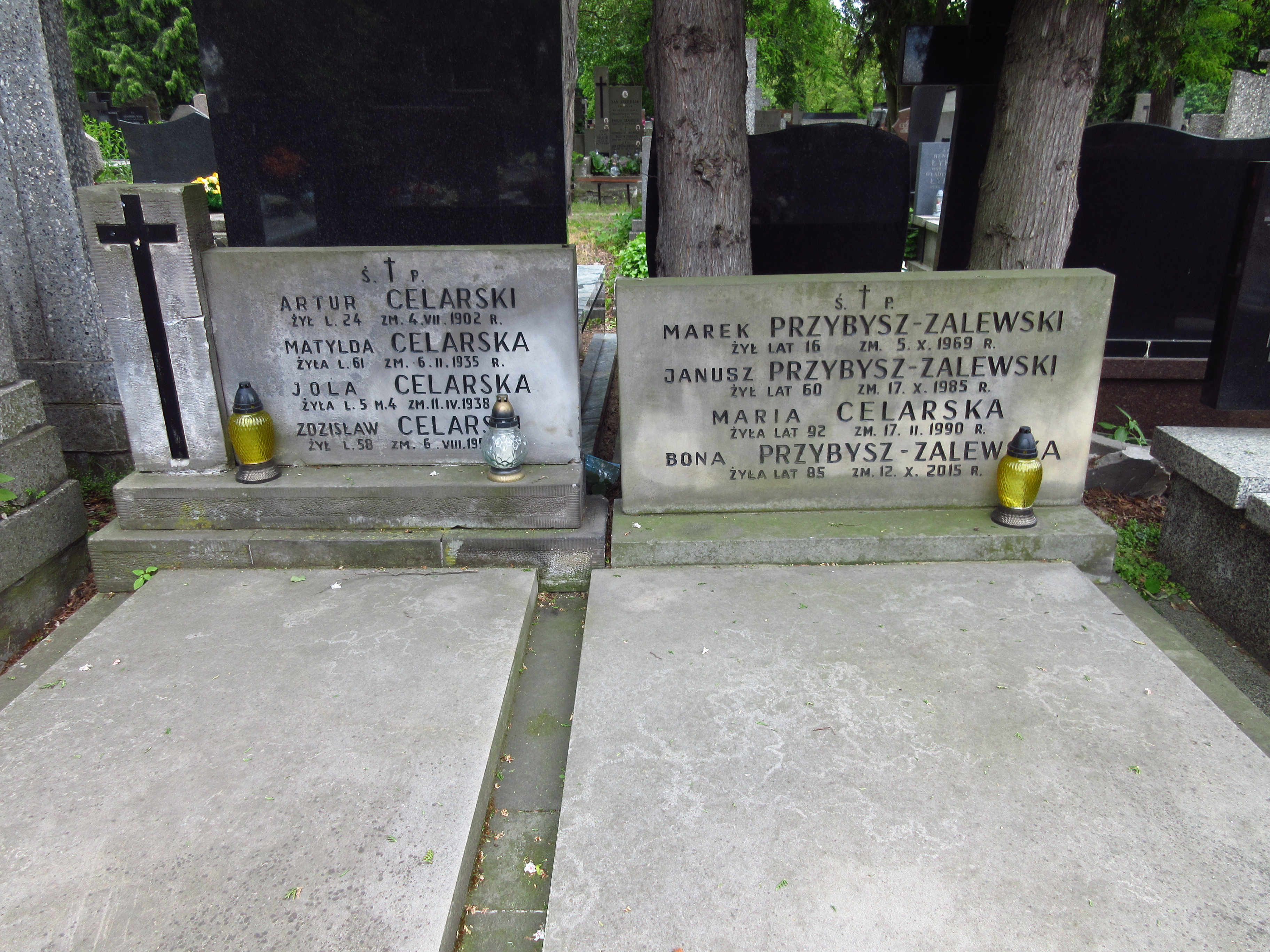
Grób Zdzisława Celarskiego na Cmentarzu Bródnowskim.

22 listopada 1951 został aresztowany w swoim mieszkaniu na Żoliborzu przez organa Ministerstwa Bezpieczeństwa Publicznego i osadzony w więzieniu przy Rakowieckiej. Otrzymał zarzut sabotażu gospodarczego i szpiegostwa na rzecz obcego mocarstwa – wskutek odnalezionych podczas rewizji dokumentów technicznych i licznej literatury w języku angielskim. Bez potwierdzenia stawianych zarzutów, został zwolniony 14 lipca 1953.
We wrześniu tego roku podjął pracę w Wojewódzkim Biurze Projektów na stanowisku Kierownika Pracowni, którą pełnił do kwietnia 1954. Następnie przeszedł do Komitetu ds. Urbanistyki i Architektury, gdzie pracował jako st. inspektor w Departamencie Urbanistyki.
Zmarł 6 sierpnia 1957 w swoim mieszkaniu, na skutek schorzeń których nabył podczas pobytu w więzieniu mokotowskim. Został pochowany w grobie rodzinnym na cmentarzu bródnowskim w Warszawie (kwatera 56E-IV-6).
Z zamiłowania był także varsavianistą, fotografikiem i akwarelistą. W międzywojniu autorem wielu wystaw fotograficznych, czterech zwycięskich konkursów, poświęconych architekturze Krzemieńca i wsi wołyńskiej. Władał biegle kilkoma językami.

## Członkostwo w organizacjach
- Związek Narodowy Polskiej Młodzieży Akademickiej (1924)
- Towarzystwo Opieki nad Zabytkami Przeszłości (1925)
- Towarzystwo Byłych Wychowańców Gimnazjum pw. św. Wojciecha d. Szkoły W. Górskiego (1931)
- Związek Oficerów Rezerwy Rzeczypospolitej Polskiej (1932)
- Teatr im. Aleksandra hr. Fredry w Kutnie (1933)
- Powiatowy Klub Myśliwski w Kutnie (1934)
- Stowarzyszenie Architektów Rzeczypospolitej Polskiej (1934)
- Stowarzyszenie Urzędników Państwowych (1935)
- Liga Morska (1947)
- Polski Czerwony Krzyż (1949)

## Rodzina
Był synem Artura Piotra Celarskiego i Matyldy Józefy z Liebchenów.
W 1924 wstąpił w związek małżeński z Marią Stanisławą z Czerwińskich. Dzieci: Iwa (1925), Bona (1930) i Jola (1933).

## Publikacje
- Zabudowa osad na tle wykonania reformy rolnej w Polsce, 1938
- Budowa osiedli i gospodarstw wiejskich, 1944

## Awanse w Wojsku Polskim:
- szeregowy – 1918
- st. strzelec – 1919
- kapral – 1919
- podporucznik – 1920
- porucznik – 1932

## Odznaczenia
- Medal Pamiątkowy za Wojnę 1918-1921 – 1929
- Odznaka Pamiątkowa Pożyczki Narodowej – 1934
- Medal Niepodległości – 1937
- Brązowy Medal za Długoletnią Służbę – 1938
- Złoty Krzyż Zasługi – 1938
- Medal Wojska – 1946